# 钦孟瑞
钦孟瑞（1942年7月—）是缅甸政治人物，现任国家领导委员会成员和国家民主势力主席。

## 生平
1942年7月，钦孟瑞出生在缅甸伊洛瓦底省勃生县。1966年，钦孟瑞大学毕业，取得地质学学位。1966年至1988年，他在缅甸石油公司工作。
在1988年的8888民主运动时期，他出任石油工人联盟的秘书。1988年10月，昂山素季邀请他加入了全国民主联盟。
在1990年的选举中，他参选缅甸众议院议员，但是没有获得任命。1990年10月，钦孟瑞因“煽动叛乱罪”判处17年监禁。
在2010年全国民主联盟决定抵制缅甸大选后，钦孟瑞和其他一些全国民主联盟主要成员成立了新的政党“国家民主势力”。钦孟瑞的政党“国家民主势力”只赢得了161个议会席位中的16个。在2021年缅甸政变之后，2021年2月2日，钦孟瑞被任命为国家领导委员会成员。